# The Best of Judas Priest
The Best of Judas Priest es un álbum recopilatorio de la banda británica de heavy metal Judas Priest, publicado en 1978 por Gull Records. Incluye solo ocho canciones tomados de los álbumes Rocka Rolla y Sad Wings of Destiny, que fueron producidos precisamente por el sello independiente. Cabe mencionar que fue publicado sin el consentimiento de la banda.
Dentro de sus canciones destaca la versión de «Diamonds & Rust» que fue grabada en 1975 durante las sesiones de Sad Wings of Destiny y que posteriormente se incluyó como pista adicional en la reedición de Rocka Rolla.

## Relanzamientos
Durante los años posteriores se ha remasterizado y relanzado con algunas canciones extras; como es el caso del relanzamiento de 1987 que incluyó las canciones «Epitaph» y «One for the Road». En el 2001 se volvió a relanzar bajo el título de The Best of Judas Priest: Insight Series, que incluyó una entrevista realizada al exbatería de la banda John Hinch en 1995.
Tras la publicación de esta última reedición, la banda a través de su página web informó que la entrevista de Hinch es «no solo engañosa, sino lleno de información basura y falsa» —recordar que Hinch fue despedido por ser inadecuado para el sonido de la banda—. Además en ese mismo comunicado informa a sus fanáticos que todos estos lanzamientos son para sacar provecho del nombre de la banda y que antes de comprar un disco deben revisar en su página web si son oficiales.

## Lista de canciones
| N.º | Título                                 | Duración |  |
| 1.  | «Dying to Meet You»                    | 6:11     |  |
| 2.  | «Never Satisfied»                      | 4:46     |  |
| 3.  | «Rocka Rolla»                          | 3:02     |  |
| 4.  | «Diamonds & Rust» (cover de Joan Báez) | 3:15     |  |
| 5.  | «Victim of Changes»                    | 7:43     |  |
| 6.  | «Island of Domination»                 | 4:15     |  |
| 7.  | «The Ripper»                           | 2:46     |  |
| 8.  | «Deceiver»                             | 2:44     |  |

| Pistas adicionales en reedición de 1987 |                    |          |  |
| N.º                                     | Título             | Duración |  |
| 9.                                      | «Epitaph»          | 3:08     |  |
| 10.                                     | «One for the Road» | 4:34     |  |

| Pistas adicionales en reedición de 2001 (entrevista a John Hinch) |                                   |          |  |
| N.º                                                               | Título                            | Duración |  |
| 11.                                                               | «Halford Finds Priest»            | 5:31     |  |
| 12.                                                               | «Priest Finds Audience»           | 3:31     |  |
| 13.                                                               | «Dual Guitars»                    | 1:07     |  |
| 14.                                                               | «Songwriting»                     | 3:00     |  |
| 15.                                                               | «What's in a Name»                | 0:40     |  |
| 16.                                                               | «Gull Records»                    | 2:01     |  |
| 17.                                                               | «Whiskey Woman/Victim of Changes» | 1:09     |  |
| 18.                                                               | «Rob Halford»                     | 1:02     |  |